# Sabine Huynh
 (février 2023).
Sabine Huynh, née en 1972 à Saïgon, est une poétesse, écrivaine et traductrice littéraire française.

## Biographie
Elle est née en 1972 à Saïgon, a fui son pays d'origine comme boat-people. Elle a grandi à Lyon, a vécu en France, en Angleterre, aux États-Unis, en Israël et au Canada. Elle vit en Israël depuis 2001,.
En 2008, elle reçoit une Bourse de recherche de la part du Halbert Centre for Canadian Studies[réf. nécessaire] et une bourse postdoctorale de la Chaire de recherche du Canada. Elle s'installe alors au Canada pour faire de la recherche en tant que chercheur postdoctoral au laboratoire de sociolinguistique du département de linguistique de l'université d'Ottawa[réf. nécessaire].
Ses premières publications littéraires, en anglais, remontent à l'an 2000 dans The Dudley Review, la revue littéraire de la faculté de lettres de l'Université de Harvard (États-Unis).
Enseignante de langues modernes, linguiste-chercheur, elle obtient un doctorat en linguistique de l'université hébraïque de Jérusalem en 2007, avec une thèse intitulée "Les mécanismes d’intégration des mots d’emprunt français au système de la langue vietnamienne" – dont elle publie trois ans plus tard une version remaniée aux éditions l'Harmattan.
À partir de 2011, elle se consacre à l'écriture, principalement en français et en anglais, ainsi qu'à la traduction littéraire.

## Publications

### Poésie
- Pas d'ici, pas d'ailleurs (anthologie poétique, dir. Sabine Huynh, textes réunis par Sabine Huynh, Andrée Lacelle, Angèle Paoli et Aurélie Tourniaire, en partenariat avec la revue Terres de femmes), Voix d'encre, 2012
- La Migration des papillons (avec Roselyne Sibille), Éditions La Porte, coll. « Poésie en voyage », 2013
- Les Colibris à reculons (avec des craies noires de Christine Delbecq), Voix d'encre, 2013
- Ville infirme, corps infini, Éditions La Porte, coll. « Poésie en voyage », 2014
- Tel Aviv : ville infirme, corps infini [« תל אביב: עיר נכה, גוף אין קץ »] [« Tel Aviv: ir nekha, guf ein ketz »] (livre d'artiste avec André Jolivet), Voltije,‎ 2014
  - édition bilingue français-hébreu (trad. : Sabine Huynh et Hillel Halkin (en)), 30 x 20 cm, 60 pages, dans un coffret réalisé par l’Atelier Jeanne Frère
- Kvar lo (avec des encres de Caroline François-Rubino), Æncrages & Co, coll. « Écri(peind)re », 2016
  - Prix CoPo de poésie 2017
- Tu amarres les vagues (photogr. Louise Imagine), Jacques Flament Éditions, coll. « Images & Mots », 2016
- Parler peau (ill. Philippe Agostini), Æncrages & Co, coll. « Voix de chants », 2019
- Dans le tournant : poésie du rienplein [« Into the Turning: Emptyfull Poetry »] (édition bilingue avec Amy Hollowell et Sabine Huynh), La Factorie (Maison de poésie Normandie), Christophe Chomant Éditeur, coll. « collection Poésie », 2019
- Loin du rivage, Éditions de la Margeride, 2022
- Prendre la mer : 60 sonnets pour les Boat People (poésie), Bruno Doucey, 2024
- Herbyers (poésie), Backland Éditions, 2024

### Roman
- La Mer et l'enfant, Galaade éditions, 2013
- En taxi dans Jérusalem (photogr. Anne Collongues, nouvelles), Publie.net, coll. « Horizons », 2014
- La Sirène à la poubelle (journal/récit), E-fractions, coll. « Fugit XXI », 2015
- Avec vous ce jour-là : lettre au poète Allen Ginsberg (monographie/essai épistolaire), Bruxelles, MaelstrÖm reEvolution, 2016
- Elvis à la radio, Maurice Nadeau, coll. « À vif », 2022[8]
  - Prix Jean-Jacques Rousseau de l'autobiographie 2023
  - Prix de la littérature de l’exil « Des racines et des mots » 2023

### Ouvrages collectifs
- L'Enfant et le génocide (textes choisis et présentés par Catherine Coquio et Aurélia Kalisky, traductions françaises de poèmes d'Uri Orlev), Éditions Robert Laffont, 2007
- Voices Israel, Voices Israel Group of Poets in English, 2009, 2010, 2011, 2012, 2013
- Dogs Singing, Salmon Poetry (en), 2010
- Soul Feathers, Indigo Dreams, 2011
- The Last Stanza, Danscribe Books, 2011
- Pas d'ici, pas d'ailleurs, Voix d'encre, 2012
- Anthologie poétique Terres de femmes : 113 femmes poètes contemporaines (dir. Angèle Paoli)
- « Cette foi(s)-là : les fondations », dans Il n'y a pas de meilleur ami qu'un livre, Voix d'encre, 2015
- « Onze extraits du journal de X. (entrées hasardeuses dans ses paysages) », dans Récits des paysages, Éditions Nuit Myrtide, 2014
- « À l’origine de nos cris, une absence de concordance », dans Au rendez-vous des amis, vol. 2, Rafael de Surtis, 2014

### Traductions
- Uri Orlev, Bà già và đôi kim đan kì diệu [« An Old Woman with Knitting-Needles »], Hanoï, Kim Đồng Publishing House (en), 2008
- Seymour Mayne, Ricochet, Presses de l'Université d'Ottawa, 2011
- Uri Orlev, Poèmes écrits à Bergen-Belsen en 1944 en sa treizième année, Éditions de l'éclat, 2011[9]
- Seymour Mayne, À l'orée, Université nationale de La Plata, 2013
- Laurent Maindon, After You Surrender, Leaky Boot Press, 2017
- Carla Harryman, Sue à Berlin, Presses universitaires de Rouen et du Havre, 2018
- Laynie Browne, Le livre des moments, Presses universitaires de Rouen et du Havre, 2018
- Dara Barnat, Des liens invisibles, tendus, Jacques Flament Éditions, 2018
- Rodger Kamenetz, Logique onirique, Presses universitaires de Rouen et du Havre, 2020
- Karen Alkalay-Gut (en), Survivre à son histoire, Éditions Corlevour, 2020
- Ilya Kaminsky, République sourde, Christian Bourgois éditeur, 2022
- Anne Sexton, Tu vis ou tu meurs : Œuvres poétiques (1960-1969), Éditions Des femmes-Antoinette Fouque, 2022, 400 p. (ISBN 9782721009395)[10]
- Gwendolyn Brooks, Maud Martha, Éditions Globe, 2023
- Anne Sexton, Transformations, Éditions Des femmes-Antoinette Fouque, 2023, 120 p. (ISBN 9782721011831)[11]
- Anne Sexton, Folie, fureur, ferveur : Œuvres poétiques (1972-1975), Éditions Des femmes, janvier 2024, 272 p. (ISBN 9782721013750)

## Prix
- 2015 : prix européen du jeune talent littéraire francophone Calliope du Cénacle Européen francophone[12]
- 2017 : prix de poésie CoPo pour Kvar lo, décerné par la Factorie-Maison de poésie de Normandie[13]
- 2022 : sa traduction en français de République sourde d'Ilya Kaminsky permet à ce poète soviétique d'obtenir le prix Alain-Bosquet[7],[14]
- 2023 : prix Jean-Jacques Rousseau de l'autobiographie 2023 pour Elvis à la Radio[15],[16]
- 2023 : prix de la littérature de l'exil 2023 pour Elvis à la Radio[17]
- 2024 : finaliste du prix Apollinaire[18]